# Akimitsu Shoji
Shoji Akimitsu (sinh ngày 7 tháng 5 năm 1977) là một cầu thủ bóng đá người Nhật Bản.

## Sự nghiệp câu lạc bộ
Shoji Akimitsu đã từng chơi cho Sanfrecce Hiroshima.